# Euratsfeld
Euratsfeld è un comune austriaco di 2 599 abitanti nel distretto di Amstetten, in Bassa Austria; ha lo status di comune mercato (Marktgemeinde). È suddiviso in tre comuni catastali (Katastralgemeinden): Euratsfeld, Gafring e Großaigen.